# Бахурим (Библия)
Бахурим (др.-евр. בחורים‬) — местность в уделе (территории) колена Вениаминова, до которой Фалтий (Пальтиель) сопровождал свою жену Мелхолу (Михаль) после того, как она была вытребована Давидом, первым мужем, в Хеврон (2Цар. 3:16).
Впоследствии Давид, скрываясь от Авессалома, прибыл в Бахурим и там подвергся поношению и проклятиям со стороны одного из родственников Саула, Семея (2Цар. 16:5; ср. 19:17; 1Цар. 2:8). Некоторое время спустя Ионафан и Ахимаас, оба священнического происхождения, скрывались в Бахуриме от Авессалома, который хотел им отомстить за преданность Давиду. Здесь они спрятались на дне колодца, пока люди, посланные за ними в погоню, не миновали Бахурим (2Цар. 17:18 и сл.).

## Город
Город того же названия, находившийся, согласно Иосифу Флавию («Иудейские древности», VII, 9, § 7), вблизи Иерусалима, существовал ещё во времена Антонина. «Таргум» отождествляет Бахурим с Алмоном (Нав. 21:18), нынешним Almêt, к северо-востоку от Анафофа (Анатота); того же мнения придерживаются Шварц, Марти и др. Более достоверным, считают авторы ЕЭБЕ, следует признать указание von Wasteren’а, по которому Бахурим лежал на старинной дороге из Иерусалима в Иерихон, где сохранились развалины.